# Foulenay
Foulenay ist eine französische Gemeinde im Département Jura in der Region Bourgogne-Franche-Comté. Sie gehört zum Arrondissement Lons-le-Saunier und zum Kanton Bletterans.

## Geografie
In der Gemeindegemarkung liegen kleine Seen, darunter der Étang Belain und der Étang Roux. An der südöstlichen Gemeindegrenze verläuft das Flüsschen Bief d’Ainson und mündet hier in die Brenne. Im Südwesten verläuft mit der D 468 eine Fernstraße. Die Nachbargemeinden sind Les Deux-Fays im Norden, Champrougier im Nordosten, Chemenot im Osten, Le Villey im Südosten, Chaumergy im Süden und La Chassagne im Westen.

## Bevölkerungsentwicklung
| Jahr                       | 1962 | 1968 | 1975 | 1982 | 1990 | 1999 | 2008 | 2017 |
| -------------------------- | ---- | ---- | ---- | ---- | ---- | ---- | ---- | ---- |
| Einwohner                  | 126  | 118  | 104  | 83   | 93   | 81   | 83   | 84   |
| Quellen: Cassini und INSEE |      |      |      |      |      |      |      |      |

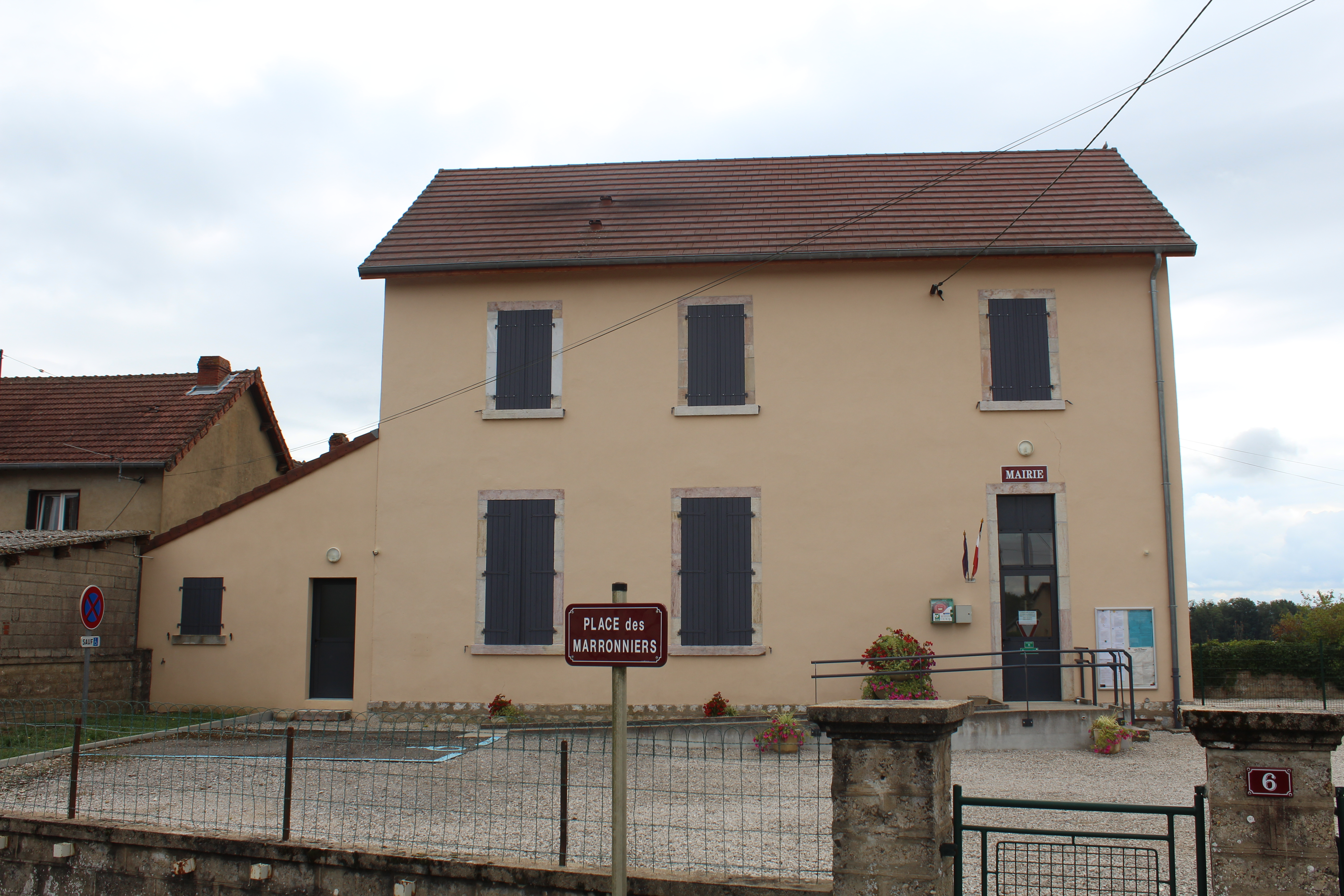
Mairie Foulenay
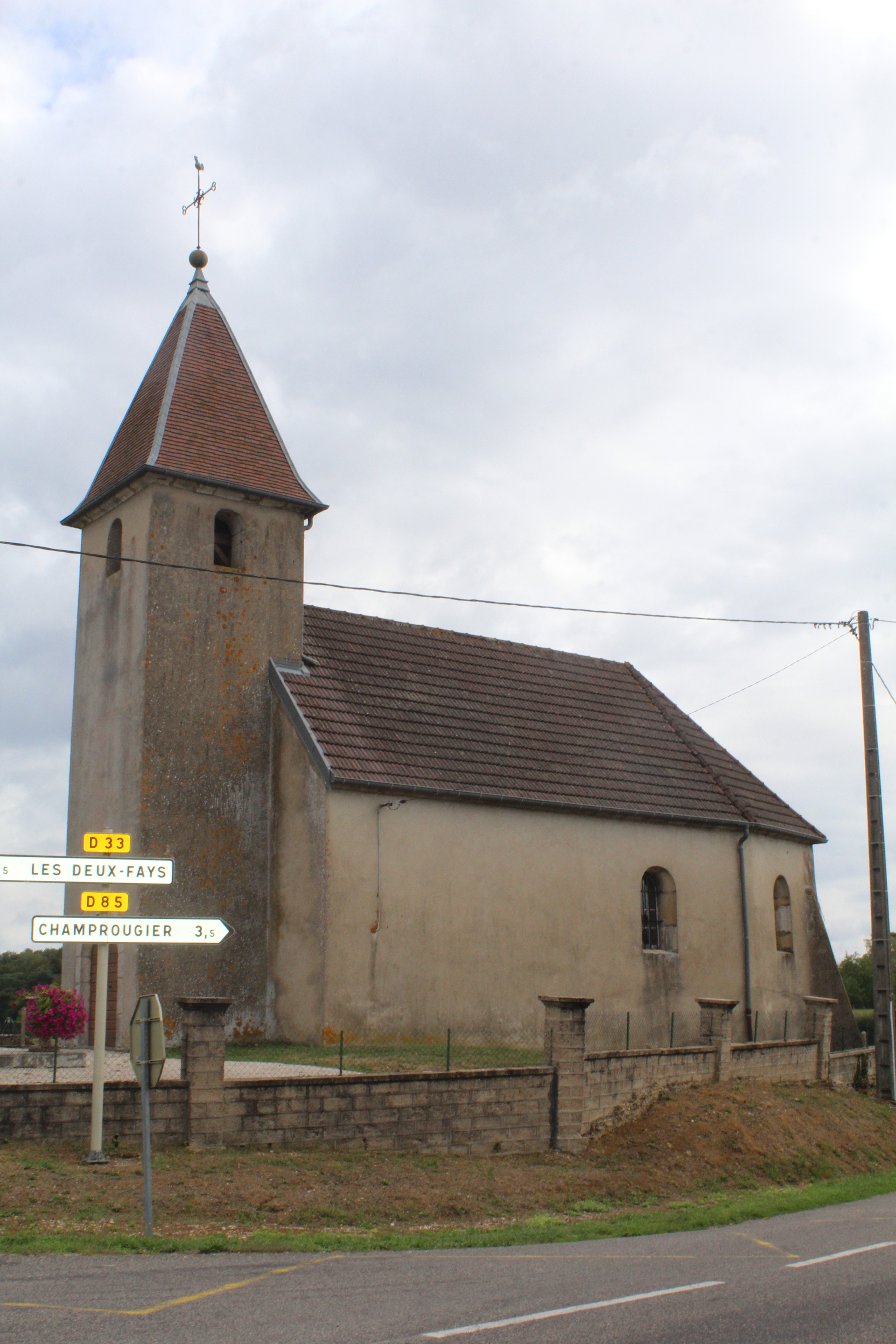
Kirche Mariä Geburt